# Schoondijke

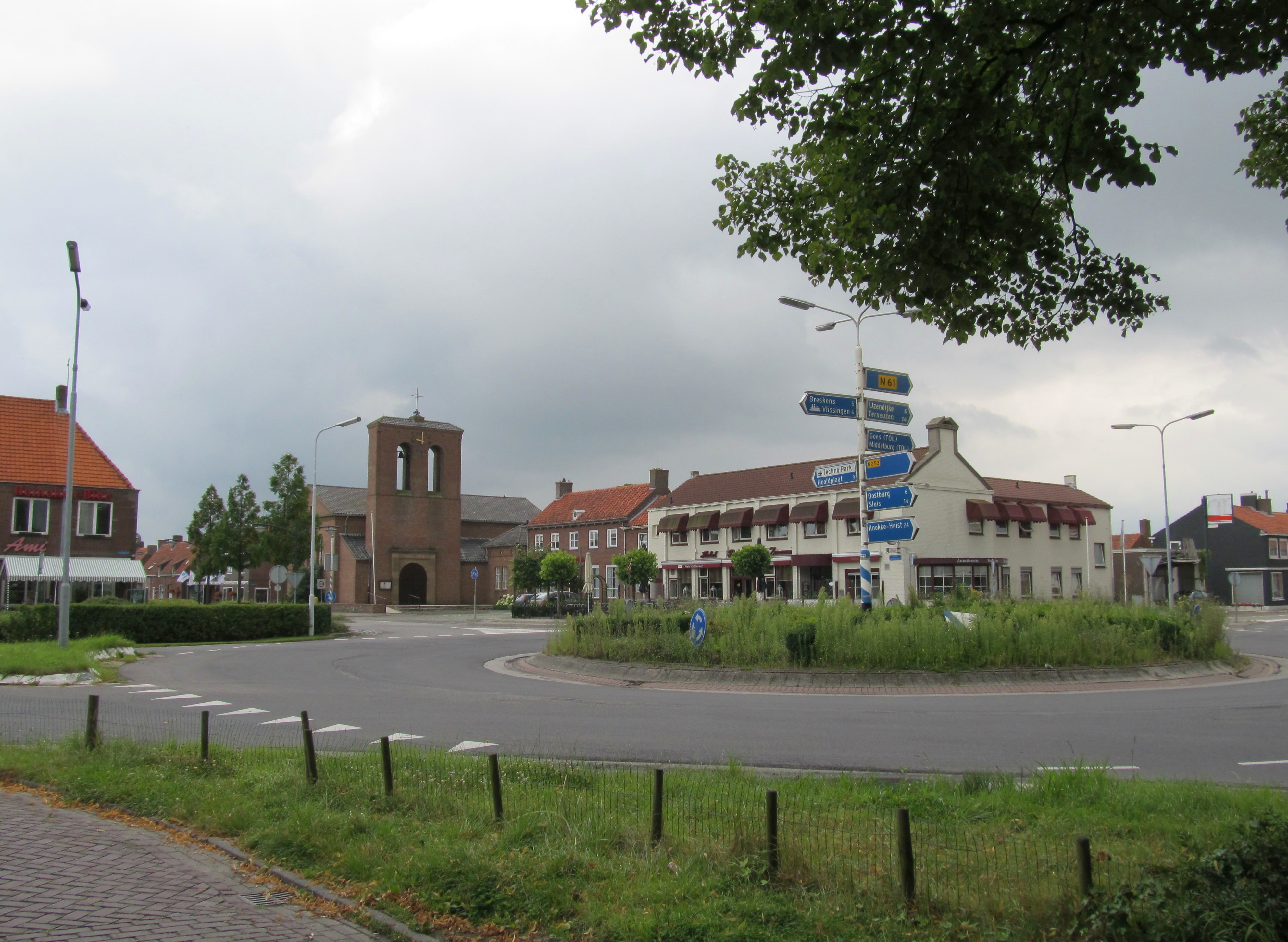
Schoondijke

Schoondijke ist ein Ortsteil der Gemeinde Sluis in der niederländischen Provinz Zeeland. In dem Ort an der N253 und N61 wohnen 1.390 Einwohner (Stand: 1. Januar 2024).

## Geschichte
Im Mittelalter nannte man den Ort auch "Vulendike", "Sconendica" und "Sconendike". Schoondijke wurde im Zweiten Weltkrieg stark bombardiert. Nach dem Krieg erhielt der Ort die heutigen geraden Straßen und bestehende Architektur.

## Sehenswürdigkeiten
Zu den Sehenswürdigkeiten gehört die denkmalgeschützte Hulsters Mühle. Die Windmühle ist seit 1854 im Eigentum der Familie De Hulster. Sie war noch bis 1963 in Betrieb. Im Jahr 1994 wurde die Mühle vollständig restauriert.

## Bildergalerie

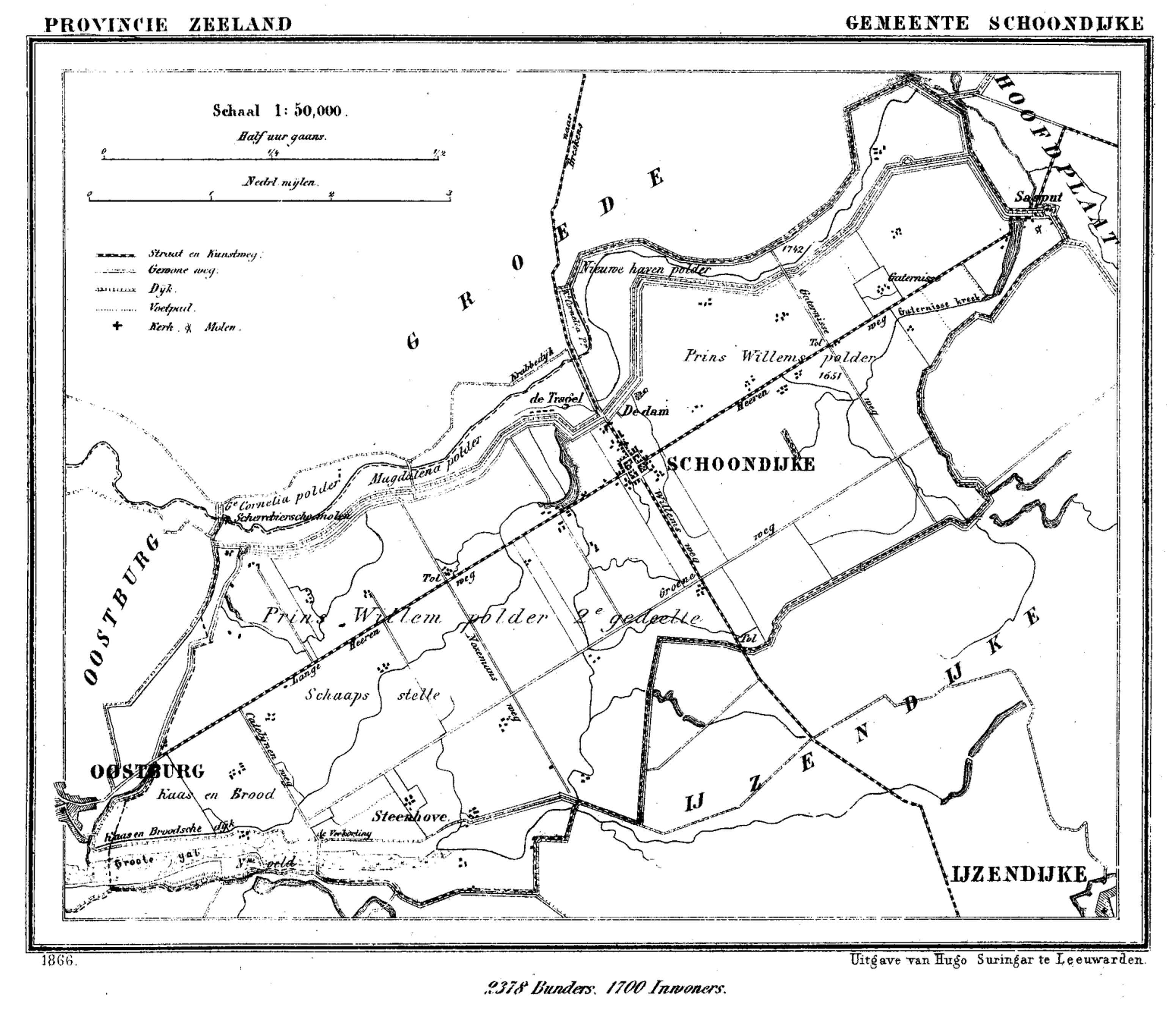
Schoondijke 1866
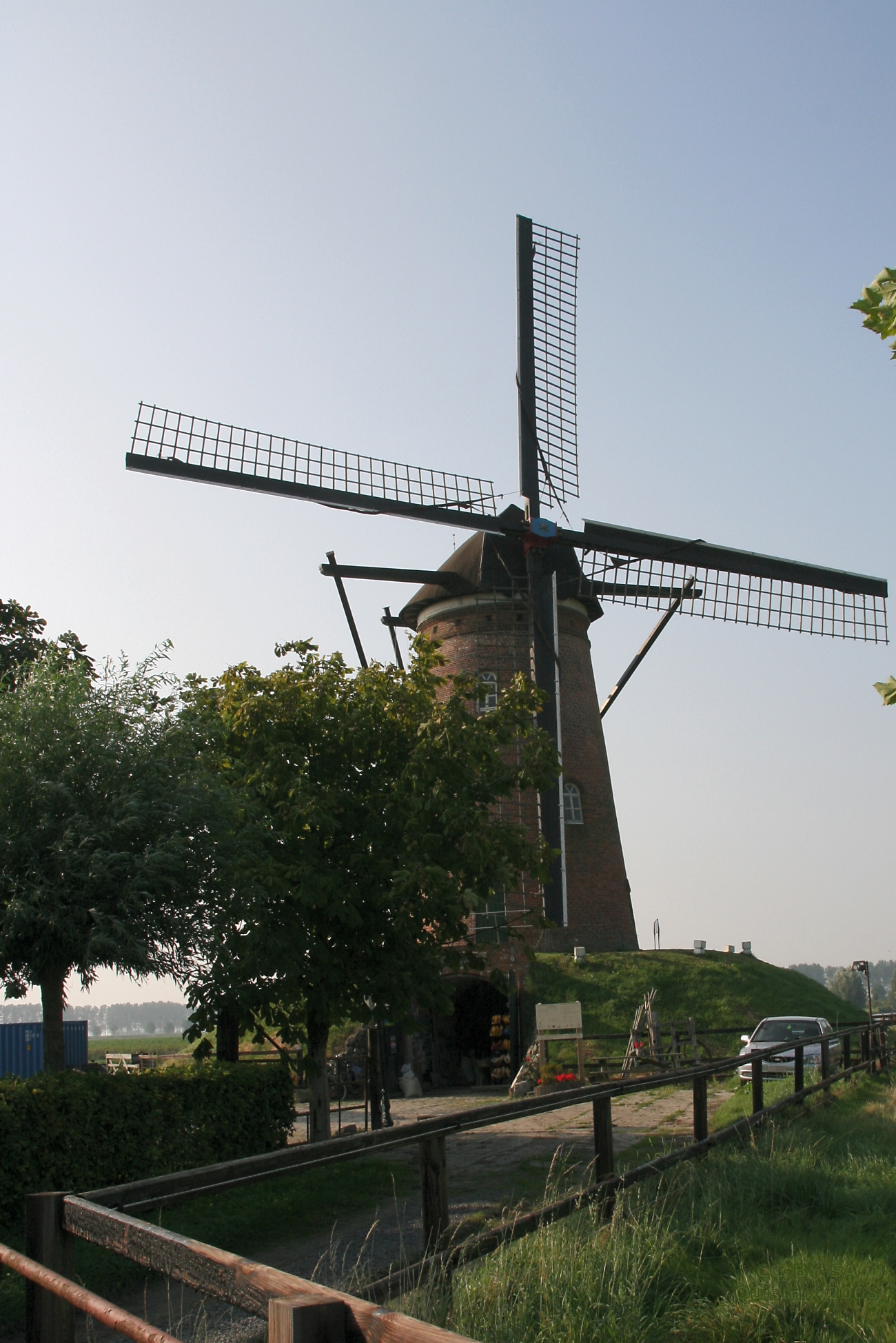
Hulsters Mühle